# Makura no Soshi
Makura no Sōshi (枕草子, , O Livro do Travesseiro)  é um livro de observações e reflexões escrito por Sei Shōnagon quando foi dama da corte para a  Imperatriz Teishi (定子, , Princesa Sadako), consorte do Imperador Ichijo durante a  década de 990 e início do Século XI no Período Heian no Japão. O livro foi concluído no ano de 1002 .

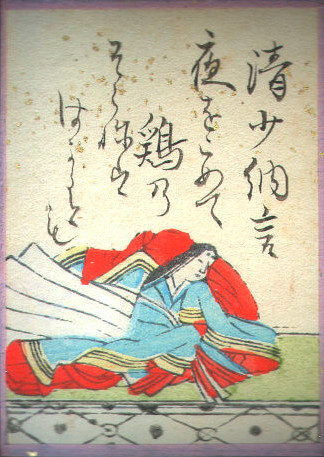
Sei Shōnagon numa ilustração feita por Hyakunin Isshu

No Makura no Sōshi, Sei Shonagon incluiu listas de todos os tipos, pensamentos pessoais, eventos interessantes na Corte, poesia e algumas opiniões sobre seus contemporâneos. Embora seja principalmente um trabalho pessoal, a escrita de Shonagon e sua habilidade poética torna interessante como uma obra de literatura, e é importante como um documento histórico. Muitos fatos que aconteceram na Corte nesta época só foram revelados neste livro. O livro foi traduzido para o inglês em 1889 por T. Purcell e William George Aston. Outras traduções notáveis foram feitas por Arthur Waley em 1928, Ivan Morris em 1967 , e Meredith McKinney (2006) . Inu makura (犬枕, , o Descanso do Cão) foi uma paródia deste livro feita no Período Edo.
De modo mais geral, as notas de cabeceira são coleções de notas que foram recolhidas para mostrar um período ou a vida de alguém. No Japão, este tipo de notas são geralmente referidos ao gênero Zuihitsu . Outras obras importantes do mesmo período incluem Kamo no Chomei (1212) de Hōjōki e Tsurezuregusa (1331) de Yoshida Kenko.  O Zuihitsu ganhou grande popularidade no Período Edo , quando ele encontrou um grande público nas classes mercantis recém-desenvolvidas. Além disso, ganhou uma posição acadêmica, quando estudiosos japoneses clássicos começaram a escrever no estilo Zuihitsu. Reputados autores deste movimento incluem Motoori Norinaga , Yokoi Yayu , e Matsudaira Sadanobu. 
Em  1996 foi feito um filme chamado The Pillow Book do escritor/diretor Peter Greenaway, que conta uma história moderna baseada na obra de Sei Shonagon. O filme é estrelado por Vivian Wu e Ewan McGregor 